# 조반나 2세
조반나 2세 디 나폴리(이탈리아어: Giovanna II di Napoli, 1373년 6월 25일 - 1435년 2월 2일)는 1414년부터 그녀가 죽을 때까지의 나폴리의 여왕이며, 그녀의 죽음으로 나폴리계 앙주 가문의 종가가 단절되었다. 형식상에 불가하지만 그녀는 예루살렘, 시칠리아, 헝가리의 여왕이라는 칭호를 사용했다.

## 생애
조반나는 1373년 6월 25일 달마티아 자다르에서 카를로 3세와 마르게리타 디 두라초의 딸로 태어났다. 1414년, 그녀는 동생 라디슬라오(1377-1414)가 죽자 나폴리 왕에 즉위했다. 이때 나이는 41세였으며 그녀는 이미 과부였다. (사망한 전 남편은 오스트리아 공작 빌헬름) 그녀는 두번 결혼을 했으나 자식은 없었다.

### 혼인

조반나의 문장 (나폴리의 여왕이자 명목상 헝가리, 예루살렘의 여왕).

조반나는 그녀 나이 28세 때인 1401년 가을 빈에서 첫 번째 남편인 오스트리아 공작 빌헬름과 혼인했다. 그는 조반나의 친척인 야드비가에게 남편으로서 거절된 바가 있었다. 조반나는 결혼한지 5년후인 1406년에 사망한 남편 사이에서 자식을 가지지 못했다. 그가 사망 후, 가끔식 그녀는 대시종으로 임명했었던 판돌펠로 알로포라는 이름을 지닌 애인을 가지기도 했었다. 알로포는 그녀가 사랑했던 여러 애인들중에 첫 번째였던이다. 그는 이후 질투를 자극하며 영항력있는 콘도티에로이자 사령관인 무초 스포르차의 몰락을 야기한다.
1415년 초, 그녀는 25살이나 어리던 페르난도 1세 데 아라곤의 아들인 추안 2세 데 아라곤의 약혼녀가 된다. 약혼은 조반나가 다른 약혼남을 선택하면서 무효가 되었다. 1415년 8월 10일에 그녀는 프랑스 왕조의 지원을 얻기 위하여 자크 2세 드 부르봉과 두 번째 결혼을 하게 된다. 이 결혼은 조반나와의 결혼으로 자크는 타란토 대공이라는 작위를 얻기로 규정됐었다. 약속한 작위를 받지 못하자, 그는 알로포를 죽이고 조반나에게 자신을 나폴리의 왕으로 임명할 것을 강요하였다. 권력을 취하는 걸 완료 시킬 시도로, 자크는 조반나를 궁정에 있는 그녀의 방에 감금시켰으나 그녀는 귀족들에 의해 풀려나게 된다.
1416년에 나폴리에서 폭동이 발생하였고, 자크는 그의 프랑스 관리들을 돌려보낼 것과 그의 작위를 포기할 것을 강요받았다. 이시기에 조반나는 나중에 궁정을 넘는 권력을 쥐먹지게되는 조반니 카라촐로와의 연인 관계를 시작하였다. 1417년 8월 28일, 그녀는 로마를 재정복하자 다음해 자크는 나폴리를 떠나 프랑스로 향했다.

### 교황령과의 불화
자크가 무력해지자, 조반나는 나폴리와 시칠리아의 여왕으로서 1419년 10월 28일에 마침내 대관식을 올릴수 있었다. 하지만 나폴리의 명목상 봉건 영주권자였던 교황 마르티노 5세의 관계는 곧 악화되고 말았다. 카라촐로의 조언으로, 그녀는 교황령의 군대를 재건하는데 경제적 도움을 주는 걸 거부하였다. 이에 대한 반응으로, 교황은 옛 라디슬라오의 경쟁자의 아들이자 나폴리 왕좌의 주장자로서 주장하던 루이 3세 당주를 불러들였다. 1420년에 루이는 캄파니아를 침공했으나, 조반나에게 가해진 위협으로부터 이득을 취하고자 했던 교황은 피렌체로 양 측의 대사를 불러들였다.
조반나는 과거 그녀의 옛 약혼자의 형제이자 나폴리 왕위 계승을 약속한 알폰소 5세 데 아라곤의 도움을 청하라는 애매모호한 교황의 제안을 거절한다. 알폰소는 1421년 7월 나폴리에 입성한다. 루이는 교황의 지지를 잃고 말았지만, 그 시기 조반나와 알폰소와의 관계는 악화되었다. 1423년 5월, 알폰소는 카라촐로를 체포하고 조반나의 거주지 카스텔 카푸아노를 포위한다. 조약이 체결되면서, 카라촐로는 풀려나 조반나와 함께 아브레사로 도망쳤다. 그곳에서 그녀는 루이와 다시 만나게 되어, 알폰소에 대한 왕위 계승을 무효로 선언하고 루이를 새로운 후계자로 선포하였다. 알폰소는 스페인으로 돌아올 수 밖에 없었고, 그녀는 그리하여 1424년 4월 나폴리로 귀환하였다. 카라촐로의 엄청난 야망은 그녀로 하여금 1432년에 그에 대한 암살 계획을 하게 하였다. 1432년 8월 19일, 카라촐로는 카스텔 카푸아노에 있는 그의 방에서 칼에 찔려 사망하고 만다. 그는 나폴리의 산 조반니 아 카르보나라(San Giovanni a Carbonara) 교회에 묻혔다.

### 평화의 시기
조반나의 통치 말년은 상대적으로 평화적이였다. 루이는 그의 영지인 칼라브리아 공국에서 왕위 계승을 기다리다 1434년에 사망하고 말았다. 연로한 조반나는 루이의 형제인 르네를 후계자로 임명했다. 그녀는 1435년 2월 2일 61세의 나이에 사망했고, 산타 안누치아타(Santa Annunziata) 교회에 묻혔다. 그녀의 죽음으로 카페 앙주 가문은 완전히 단절되고 말았다.

## 같이 보기
- 나폴리 군주의 목록
- 알폰소 5세 (아라곤)
- 르네 당주